# Şanlıurfa
Şanlıurfa (‘Urfa la Gloriosa’, en turc), sovint simplement Urfa, nom que es fa servir en el llenguatge diari (siríac: ܐܘܪܗܝ, Urhoy o Urhai; kurd: رها, Riha; armeni: Ուռհա, Owr'ha; àrab: الرها, ar-Ruhā), és una ciutat de Turquia, al lloc de l'antiga Edessa (grec antic: Εδεσσα). És capital de la província de Şanlıurfa. La població de la ciutat és de 482.323 habitants (2009). Està situada al sud-est de Turquia en una gran plana a 80 km a l'est del riu Eufrates. El seu clima és calorós, amb estius secs i hiverns freds.
El nom Urfa fou aplicat des de la conquesta otomana segle xvi, però el nom al-Ruha va subsistir fins al segle xviii. El nom de Şanlıurfa (‘Urfa la Gloriosa’) fou oficialment adoptat per la Gran Assemblea Nacional de Turquia el 1984, com a reconeixement de la resistència local durant la guerra de la independència. El 7 d'abril de 2016 la Gran Assemblea Nacional ha passat una llei, amb la qual s'ha decidit donar a Şanlıurfa la Medalla d'İstiklal (independència).

## Història
Per la seva història abans de la dominació otomana, vegeu Edessa (Mesopotàmia).
Fou conquerida pels otomans el 1517 i el primer registre fiscal turc data el 1518 quan estava habitada per 782 famílies i 75 celibataris musulmans i per 300 famílies i 42 celibataris cristians, en total 1082 famílies (almenys cinc mil habitants) però pocs anys abans tenia uns 8000 habitants que s'havien reduït a causa de la guerra amb els safàvides. El 1566 havia pujat a 2.500 famílies (1.704 musulmanes i 866 cristianes) amb una població d'uns 13.000 habitants. L'activitat principal era la tintura. Al segle xvi formava part del beglerbelik de Diyarbekir i era una etapa de la ruta de caravanes de Mossul a Alep.
El 1646 Evliya Çelebi va visitar la ciutat i la descriu amb detall; diu que hi havia 22 mesquites. El danès Niebuhr hi va passar el 1766 que esmenta dotze minarets i dues esglésies cristianes. El 1816 la va visitar Buckingham; al seu temps el nom Urfa era l'habitual i rarament es feia servir el vell d'al-Ruha excepte entre la petita minoria àrab; la població fou estimada en 50.000 habitants dels quals 47.500 eren musulmans, 2000 cristians i 500 jueus; aquestes estimacions semblen ser massa altes i Poujoulat que va visitar la ciutat el 1840 només hi calcula una població de 15.000 persones (14.000 musulmans i 1000 armenis). Buckingham descriu la fabricació de cotó i el comerç amb productes que veien de l'Índia, Pèrsia i d'altres llocs d'Anatòlia. Sachau el 1880 li dona 50.000 habitants. Cuinet va estar a Urfa el 1890 i diu que tenia 55.000 habitants dels quals 40.835 eren musulmans, però aquestes estimacions contradiuen el cens de 1881 on apareixen 2.380 cases o famílies (1.337 musulmans, 1003 cristianes i 29 jueves) que donaria uns 12.000 habitants. Va créixer lentament i es va formar un barri fora de les muralles però el creixement es va aturar a la I Guerra Mundial. Tropes britàniques van ocupar Urfa el 1919 i van seguir els francesos de Síria poc després. Després de diversos combats i d'una resistencia local, amb el tractat de Lausana Urfa tornà a ser reconeguda com a part de Turquia el 1923.
El nom de Şanlıurfa (Urfa la Gloriosa) fou oficialment adoptat per la Gran Assemblea Nacional de Turquia el 1984, com a reconeixement de la resistència local durant la guerra de la independència. El 7 d'abril de 2016 la Gran Assemblea Nacional ha passat una llei, amb la qual s'ha decidit donar a Şanlıurfa la Medalla de İstiklal (independència).
Durant l'època republicana la manca de vies comercials va accentuar el caràcter agrícola de la zona. El cultiu dels cereals va passar a ser el principal (blat, ordi) seguit de les lleguminoses. La terra no és prou bona i la productivitat era baixa. Com a conseqüència una part de la població va emigrar principalment a Adana, Gaziantep i Diyarbekir. A partir de 1980 va començar un desenvolupament accelerat. El 1980-1982 es va establir un col·legi de la Universitat de Diyarbekir; el 9 de juliol de 1992 es va crear la universitat local, que va agafar el nom d'Universitat d'Harran. Els anys 1990 va assolir un gran desenvolupament mercès al Projecte del Sud-est d'Anatòlia, que va garantir el regadiu i va provocar un boom agrícola especialment en el cotó.
La ciutat vella conserva l'aspecte tradicional potser més que en qualsevol altre lloc però els barris nous estan formats per moderns blocs d'apartaments i ordenades avingudes amb modernes botigues i restaurants i diversos serveis d'oci.

## Galeria d'imatges

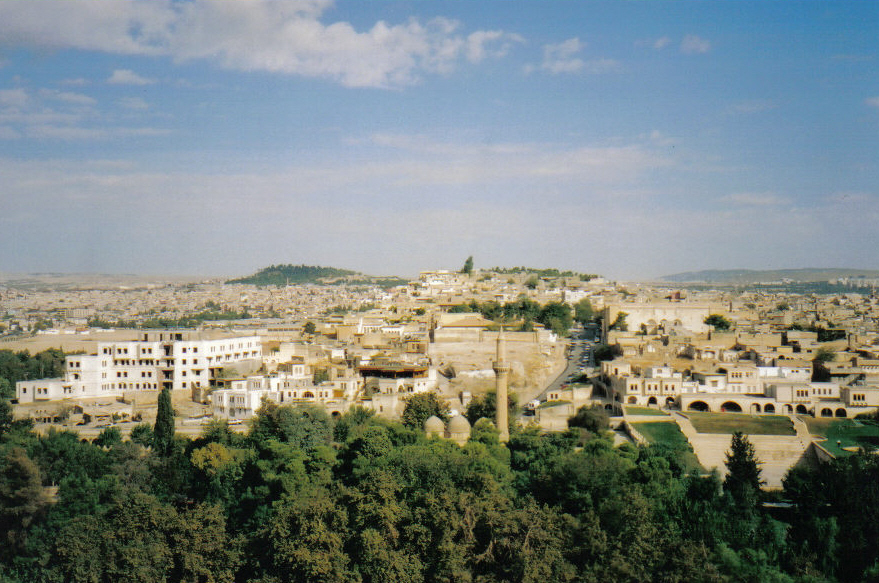
Vista general
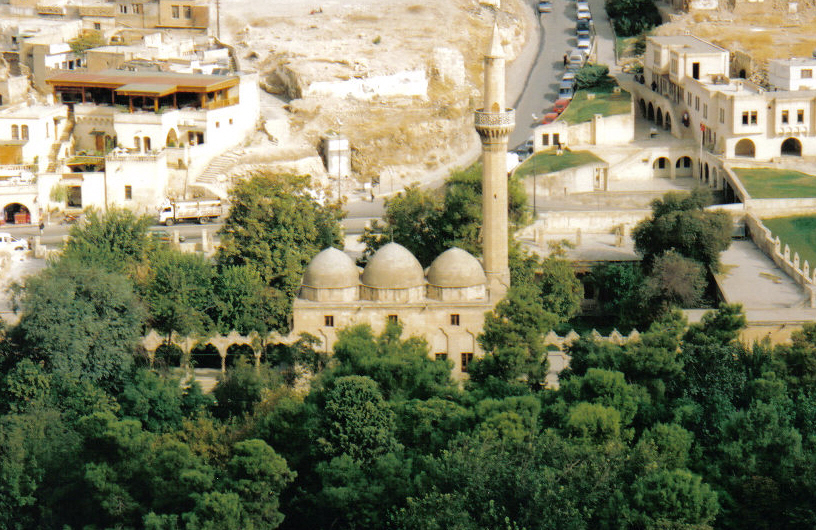
Cova d'Abraham
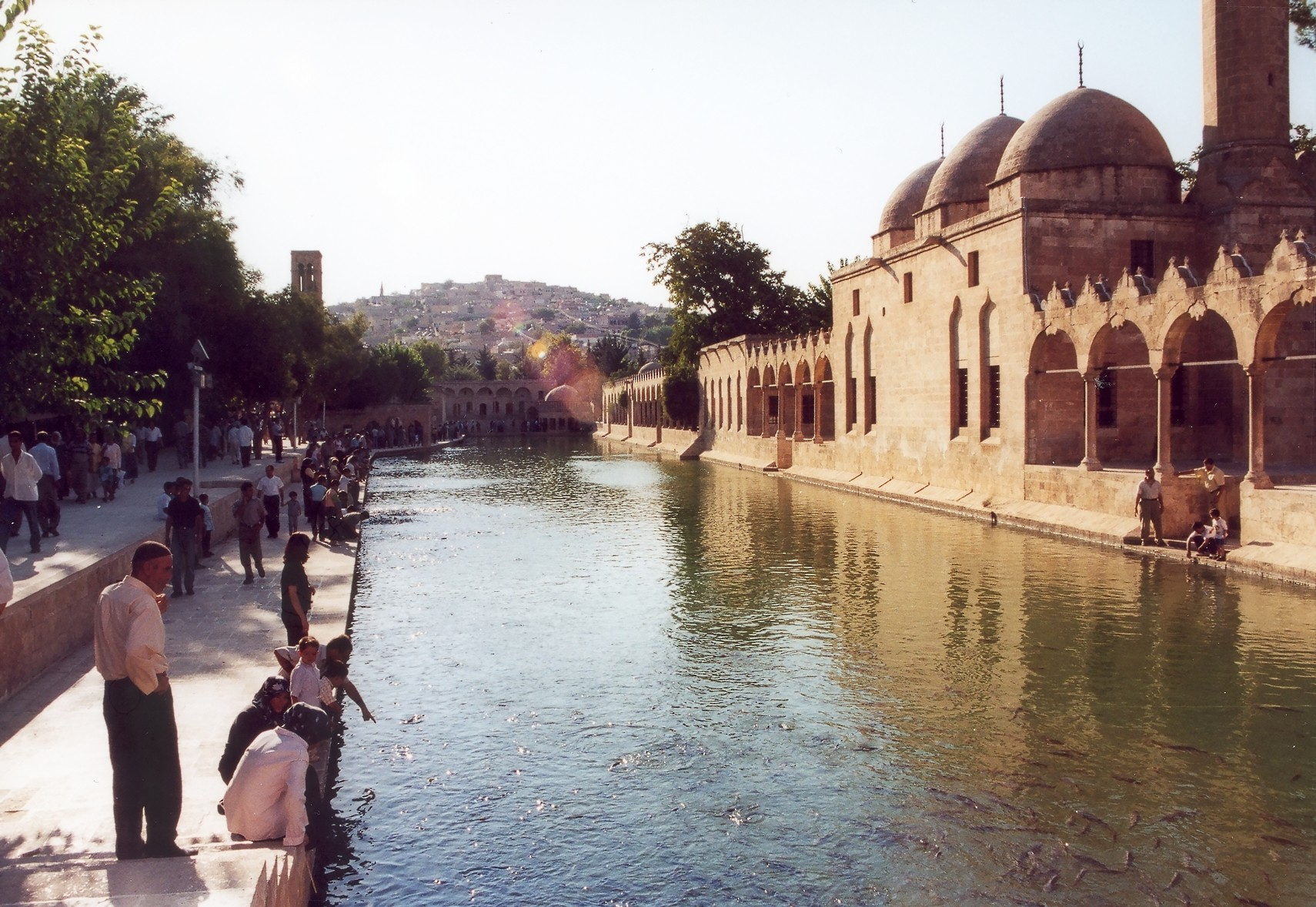
Llacuna dels peixos sagrats
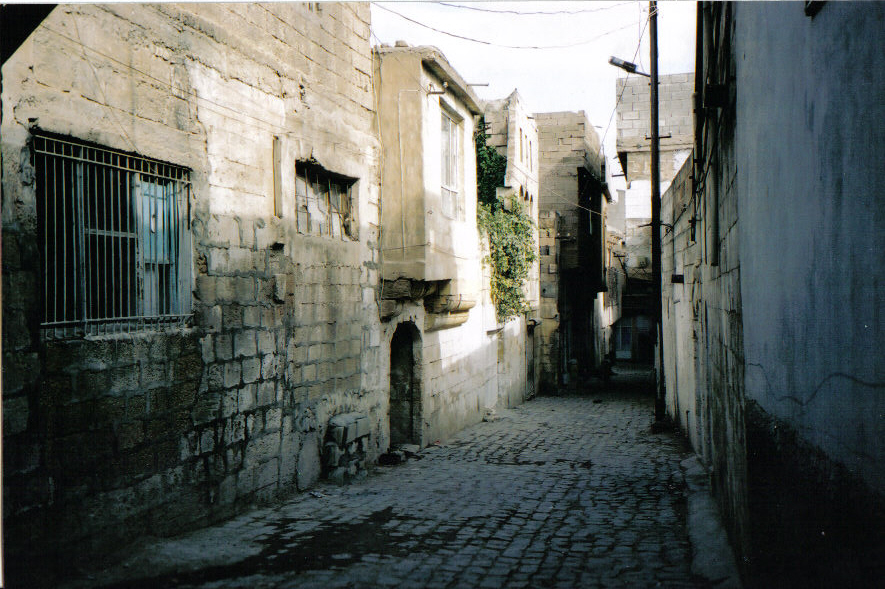
Ciutat vella
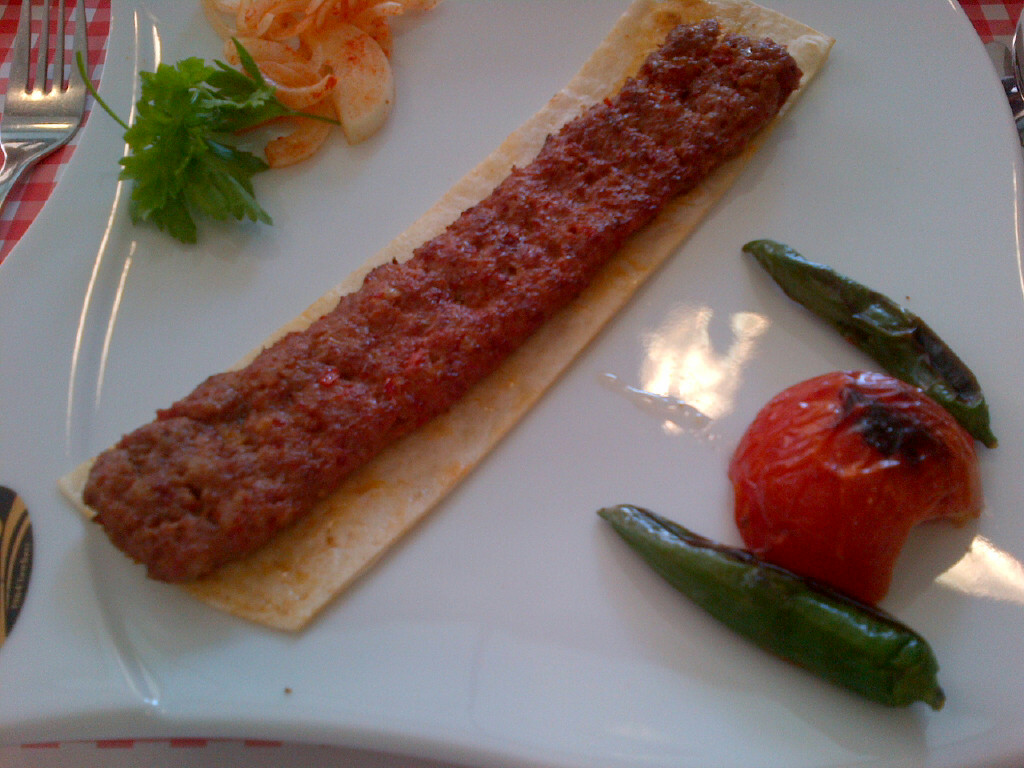
Urfa kebabı (kebab d'Urfa, versió sense picant d'Adana kebabı)

## Llocs d'interès
- Suposat lloc de naixement del profeta Abraham, una cova al sud del llac
- Castell d'Urfa, de gran antiguitat i amb muralles datades el 814.
- Llacuna del Peix Sagrat (Balıklıgöl) on Abraham fou tirat al foc per Nimrod; és al pati de la mesquita de Halil-ur-Rahman, d'època aiubita (1211) i rodejada d'atractius jardins dissenyats per l'arquitecte Merih Karaaslan. La llegenda diu que un peix blanc obrira les portes del cel.
- Mesquita Rızvaniye (1716) propera al Balıkligöl.
- Ayn Zelîha, font que agafa el nom de Zulaykha, un deixeble d'Abraham.
- Gran Mesquita (1170) construïda sobre una església cristiana que podria ser el lloc on hi havia la flassada on fou embolicat el cos de Jesus. A la paret del sud de la madrassa al costat de la mesquita hi ha la font de Firuz Bey (1781).
- Ruïnes de les muralles
- Vuit banys turcs del període otomà
- Cases tradicionals
- Temple de Nevali Çori, establiment neolític de vers 8000 aC, avui la major part cobert per les aigües de la presa d'Ataturk
- Göbekli Tepe, el temple més antic conegut al món, datat de vers 9500 aC

## Persones il·lustres
- Ahmet Özhan – cantant i actor turc
- Bekir Coşkun – columnista turc
- Bekir Yıldız – escriptor turc
- Ferhat Göçer – cantant turc
- İbrahim Tatlıses - cantant turc
- Kazancı Bedih - cantant turc
- Mahmut Tuncer - cantant i actor turc
- Müslüm Gürses- cantant turc
- Seyyal Taner - cantant turca
- Yusuf Nabi - poeta otomâ